# Colletes abeillei
Colletes abeillei är en solitär biart som beskrevs av Pérez 1903. Den ingår i släktet sidenbin och familjen korttungebin. Inga underarter finns listade i Catalogue of Life.

## Beskrivning
Mellankroppen har brunaktig behåring. Bakkroppen är övervägande svart, men längs tergiternas (bakkroppssegmentens) bakkanter löper grågula hårband. Könsskillnaderna är påtagliga: Honan är betydligt större än hanen, med en kroppslängd av 11 till 13,5 mm mot hanens 9,5 till 12 mm. Hanen har dessutom kraftigt förstorade baklår.

## Ekologi
Arten är oligolektisk, specialiserad på kullasläktet (främst Anthemis mixta) bland de korgblommiga växterna.

## Utbredning
Utbredningsområdet omfattar Sydvästeuropa och Nordafrika (Marocko).